# 하이드록시카바마이드
하이드록시카바마이드(hydroxycarbamide), 하이드록시카바미드, 하이드록시우레아(hydroxyurea)는 겸형 적혈구 빈혈증, 본태성혈소판증가증, 만성 골수성 백혈병, 진성적혈구증가증, 자궁경부암에 사용되는 약물이다. 겸형 적혈구 빈혈증에서는 태아 헤모글로빈을 증가시키고 발작 횟수를 감소시킨다. 경구로 투여한다.
일반적인 부작용으로는 골수 억제, 발열, 식욕 부진, 정신 질환, 호흡곤란, 두통 등이 있다. 투여 후 시간이 지나면 암의 위험을 증가시킨다는 우려도 있다. 임신 중 사용은 일반적으로 태아에게 해롭다. 하이드록시카바마이드는 항암제 계열에 속한다. DNA 생성을 차단하여 작용하는 것으로 여겨진다.
하이드록시카바마이드는 1967년 미국에서 의료용으로 승인되었다. WHO 필수 의약품 목록에 수록되어 있다. 복제약으로 사용 가능하다.